# Милена Ракочевић
Милена Ракочевић јесте српска модна фотографкиња која тренутно живи у Њујорку.

## Биографија
Ракочевић је радила углавном за српске модне публикације, као што су Elle, Grazia и Glossy.
Она је студирала фотографију на Академији уметности у Београду, где је дипломирала 2005. Мајка је Верица Ракочевић, позната српска модна креаторка. Она је фотографисала линију одеће своје мајке за српско издање Elle магазина.
Преселила се у Сједињене Државе 2012. године где је фотографисала неколико модних реклама. Током 2013. је сарађивала са српском дизајнерком Инес Јанковић током њене посете Њујорку.
Њена сестра је дизајнерка ентеријера Елена Караман Карић.